# Химна Републике Косово
Европа (алб. Europa, енгл. Еurope) је национална химна самопроглашене Републике Косово. Химну је компоновао Менди Менђиђи. Као и код националних химни Шпаније, Босне и Херцеговине и Сан Марина, химна Косова нема званичне стихове, али за њу су написани незванични текстови. Химна је усвојена 11. јуна 2008. године, и била је специјално изабрана јер није садржала никакве референце за било коју етничку групу која живи у тој држави. Химна је била изабрана од стране парламента Косова, 72 посланика је гласало за, а 15 посланика против, а пети посланика било је уздржано..

## Конкурс за химну
12. марта 2008, Скупштина Косова објавила је отворен конкурс за избор химне преко приштинских новина и на званичном сајту скупштине. Правила укључују:
- „Састав химне треба да се разликује, тј. Треба да буде јединствен и оригиналан”[6].
- „Дужина композиције не треба да траје мање од 30 секунди или више од 60 секунди”[6].
- „Текстови могу бити написани и пријављени на било којем службеном језику Републике Косова”[6]. Избор текста химне био је јако тежак[8], јер већину становништва на Косову чине Албанци, а Срби су друга највећа етничка група.[9] Влада је нагласила да ниједна етничка групе не сме бити дискриминисани у тексту, наглашавајући државу као „демократску, секуларну и мултиетничку републику”, што је отежало да се нађе текст који не даје предност некој етничкој групи на другом. Слични проблем је био при избору заставе.[10] Штавише, правила су такође навела да предлог химне „Не треба да се презентује или да буде сличан некој популарној песми или химне неке земље или неке политичке партије, покрета или државне институције Републике Косова или да имплицира било какву оданост неке етничке заједнице Републици Косову”[6].
- Предлози морају да буду достављени до 31. марта 2008. године[6].
- „Композитор чији предлог буде усвојен добиће награду од 10.000 евра, а други квалификовани предлози добиће 7.000 и 5.000 евра”[6].

## Предложени текстови
| Албански (геге дијалект) | Српски |
| --- | --- |
| O mëmëdhe i dashur, vend i trimnisë Çerdhe e dashurisë N`ty shqipet fluturojnë dhe yjet ndriçojnë Vend i të parëve tonë Ti qofsh bekue për jetë e mot O nënë e jonë Ne të dalim Zot O mëmëdhe i dashur, vend i trimnisë Çerdhe e dashurisë | О, мила домовино, земљо храбрости Гнездо љубави Око тебе орлови лете и звезде сијају Земљо наших предака Буди благословена за живот и године О, наша мајко Ми ћемо те заштити О, мила домовино, земљо храбрости Гнездо љубави |